# Ветар у врбама
Ветар у врбама (енгл. The Wind in the Willows) британска је анимирана телевизијска серија о стоп моушн која је првобитно емитована између 1984. и 1988.  заснована на ликовима из класичне приче Кенета Грејема Ветар у врбаку и пратећим дугометражним пилот-филмом из 1983. године. Вратили су се глумци који су раније давали гласове — Дејвид Џејсон, Ричард Персон и Мајкл Хордерн.. Међутим, Ијан Кармајкл који је раније говорио о пацову у филму сада је играо улогу приповедача, а глас пацова заменио је Питер Салис. Направила га је манчестерска компанија за анимацију Cosgrove Hall за телевизију Thames (исти тим иза Точколићима) и приказана је на мрежи ITV. Дугометражни филм Прича о две жабе емитован је 1989, а пета сезона од 13 епизода приказана је 1990. под насловом Ох! Господине жапче у неким земљама задржава наслов Ветар у врбаку у другима. 